# نهائي كأس إسكتلندا 1967
نهائي كأس اسكتلندا 1967 هي المباراة النهائية من منافسة كأس المملكة المتحدة 1966–67، أقيمت المباراة في 29 أبريل 1967، في هامبدن بارك، بين فريقي نادي سلتيك، ونادي أبردين، وفاز فيها نادي سلتيك، بعد أن هزم نادي أبردين، بنتيجة 2 - 0، وحضر المباراة 126102 شخصاً.

## تفاصيل المباراة
لعبت المباراة النهائية في 29 أبريل 1967.
| نادي سلتيك | 2 -0 | نادي أبردين |
| ---------- | ---- | ----------- |
|            |      |             |